# Мизочек
Мизочек (укр. Мізочок) — село в Мизочской поселковой общине Ровненского района Ровненской области Украины.
До 2020 года входило в Здолбуновский район.
Население по переписи 2001 года составляло 254 человека. Почтовый индекс — 35740. Телефонный код — 3652. Код КОАТУУ — 5622655403.